# Underclass Hero (пісня)
«Underclass Hero» є першим синглом з четвертого альбому «Underclass Hero» канадської панк-рок-групи Sum 41. Сингл випущено 15 травня 2007 року. Пісня доступна на сторінці групи в MySpace та в iTunes у цифровому виді.. Пісня є одним з саундтреків до гри Madden 08 компанії EA Sports

## Кліп
Кліп на пісню «Underclass Hero» випущено на офіційному сайті групи 29 травня 2007 року. В кліпі група співає серед натовпу фанатів та шкільних уболівальників, талісманом яких є хлопець в костюмі анархії. 31 травня 2007 кліп вийшов на MTV. Режисерами кліпу були Марк Класфілд та барабанщик Sum 41 Стів Джокс.

## Subject to Change
Також слід відмітити, що приспів до «Underclass Hero» взято з незакінченої версії пісні «No Reason», яка є у виді бонус-треку в японській версії альбому «Chuck» під назвою «Subject To Change».

## Чарти
| Чарт (2007)            | Найкраща позиція |
| ---------------------- | ---------------- |
| Pop 100                | 86               |
| Hot Modern Rock Tracks | 34               |

## Список пісень
1. «Underclass Hero» — 3:16
2. «This Is Goodbye» — 2:27
3. «March of the Dogs» — 3:10
4. Road to Ruin #4 — відеоролик
5. Underclass Hero — кліп